# 福中都生子
福中都生子（ふくなか ともこ、1928年1月5日-2008年1月13日）は、日本の詩人。東京生まれ。石川県立津幡高等女学校（現・石川県立津幡高等学校）卒。大阪に在住した。1978年『福中都生子全詩集』で第11回小熊秀雄賞受賞。関西詩人協会運営委員。門下に奥村和子ら。

## 著書
- 『詩集　雲の劇場』六月社 1960
- 『詩集　南大阪』思潮社 1964
- 『女ざかり 福中都生子詩集』思潮社 1967
- 『福中都生子詩集』五月書房 1973
- 『淡海幻想 福中都生子詩集』ポエトリー・センター 1976
- 『医者の女房』あすなろ社 1977
- 『福中都生子全詩集 1958～’76』土曜美術社 1977
- 『女ざかりの詩がきこえる』あすなろ社 1978
- 『女はみんな花だから』あすなろ社 1979
- 『近所のお医者さん』あすなろ社 1980
- 『医者の女房への手紙』あすなろ社 1981
- 『葦の芽が光る街 福中都生子詩集』あすなろ社 1983
- 『福中都生子詩集』永瀬清子,沢田敏子解説 土曜美術社 日本現代詩文庫 198
- 『大田という町 詩集』詩学社 1987
- 『詩集　生きている不思議』浮游社 1990
- 『さらば夏の恋人よ 随想』ひまわり書房 1991
- 『ことばの花束 私が書いた序文・跋文 前編』ひまわり書房 1992
- 『ひぐらしの声』関西書院 1993
- 『恋文は三十二文字 福中都生子詩集』土曜美術社出版販売 1995
- 『二十世紀に滞在 福中都生子詩集』沖積舎 2000
- 『記憶再生の文学館 福中都生子詩集』知加書房 新・現代詩叢書 2002
- 『わたしのみなもと 福中都生子詩集』知加書房 2003

### 編著
- 『座談関西戦後詩史 大阪篇 1945年-1975年』犬塚昭夫共同編纂 ポエトリー・センター 1975
- 『関西戦後詩史 年表篇 1945年-1976年』編 ポエトリー・センター 1976
- 『一億人の健康手帖』編著 あすなろ社 1982
- 『子供たちに贈る二十一世紀への証言』全8集 編著 平和問題研究会 1985‐92
- 『大阪戦後詩史年表』編著 平和問題研究会（証言）発行所・ひまわり書房 1996

## 参考
- 『文藝年鑑』2003、2010